# Kampus Główny Uniwersytetu Warszawskiego

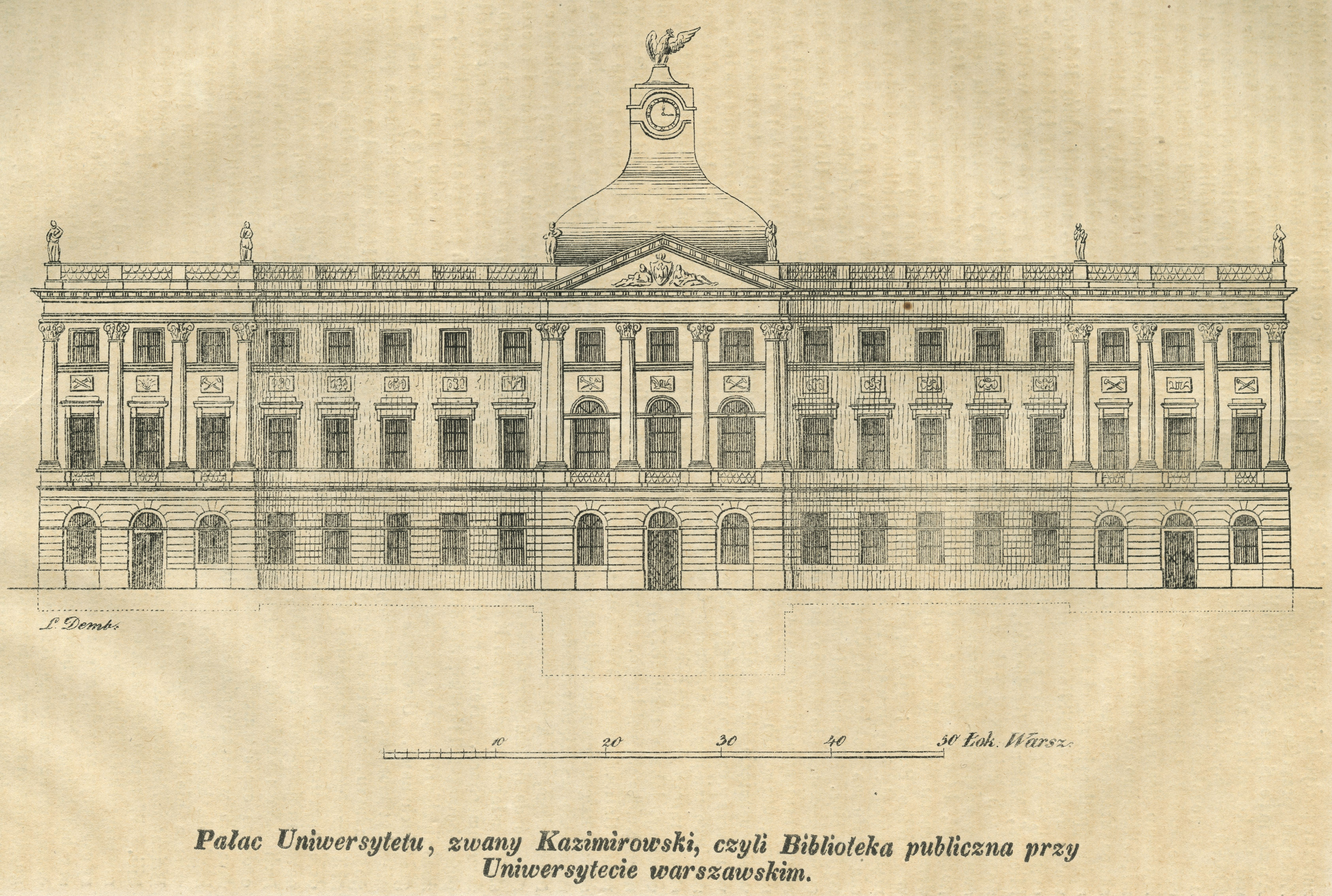
Pałac Kazimierzowski w połowie XIX w.

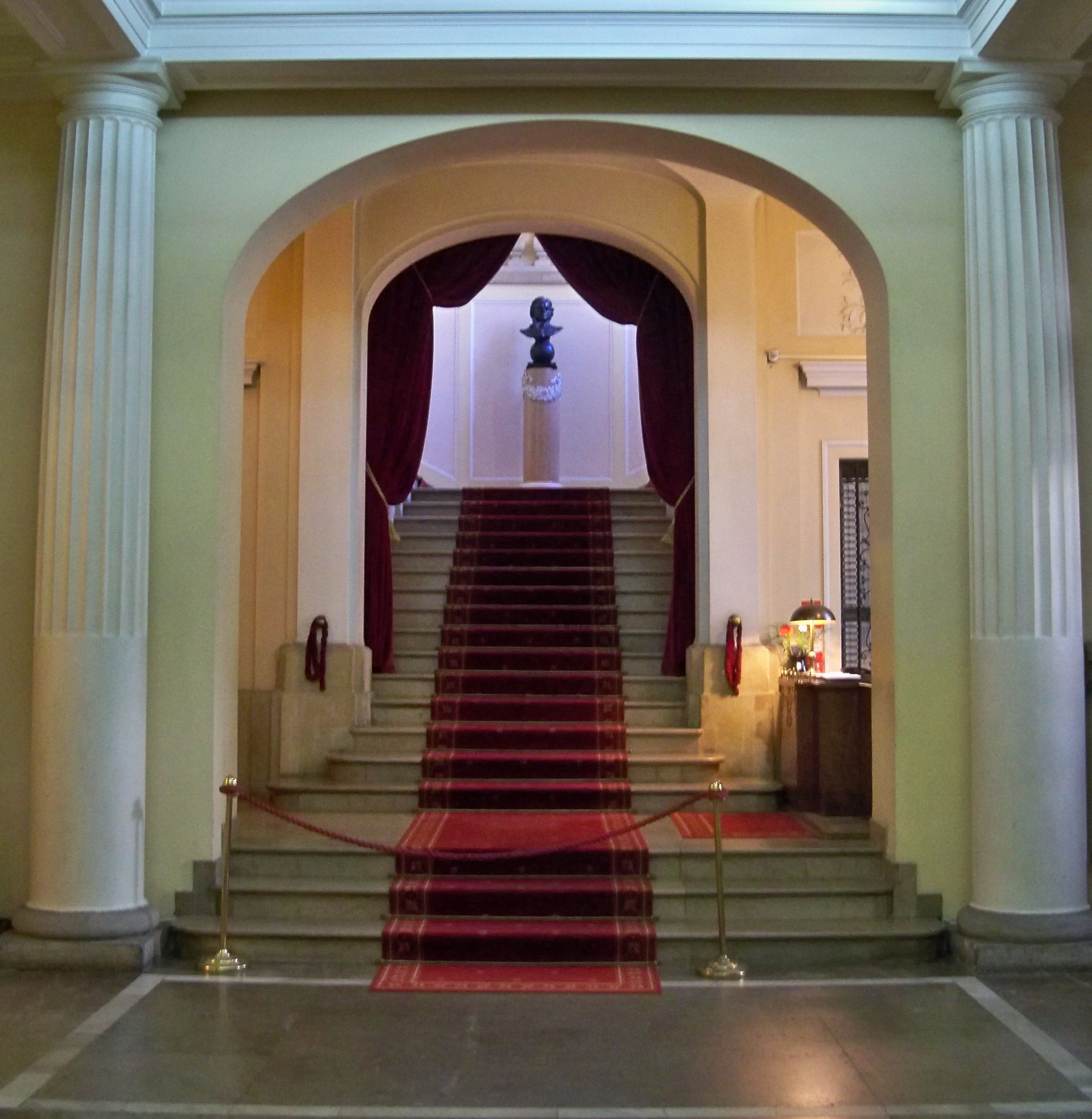
Popiersie Tadeusza Kościuszki, absolwenta Szkoły Rycerskiej, w Pałacu Kazimierzowskim

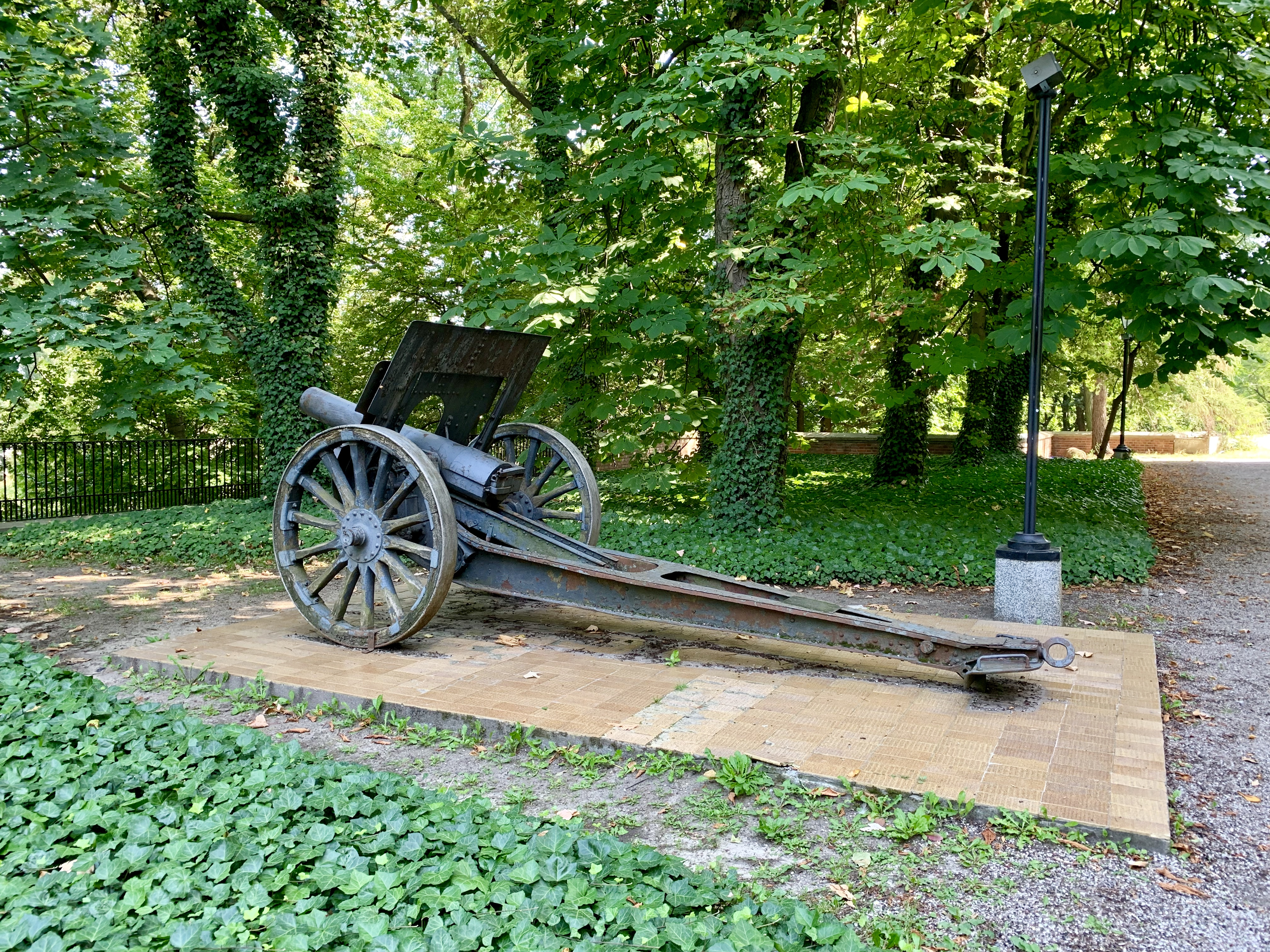
122 mm haubica wz. 1910/30 na tyłach Pałacu Kazimierzowskiego

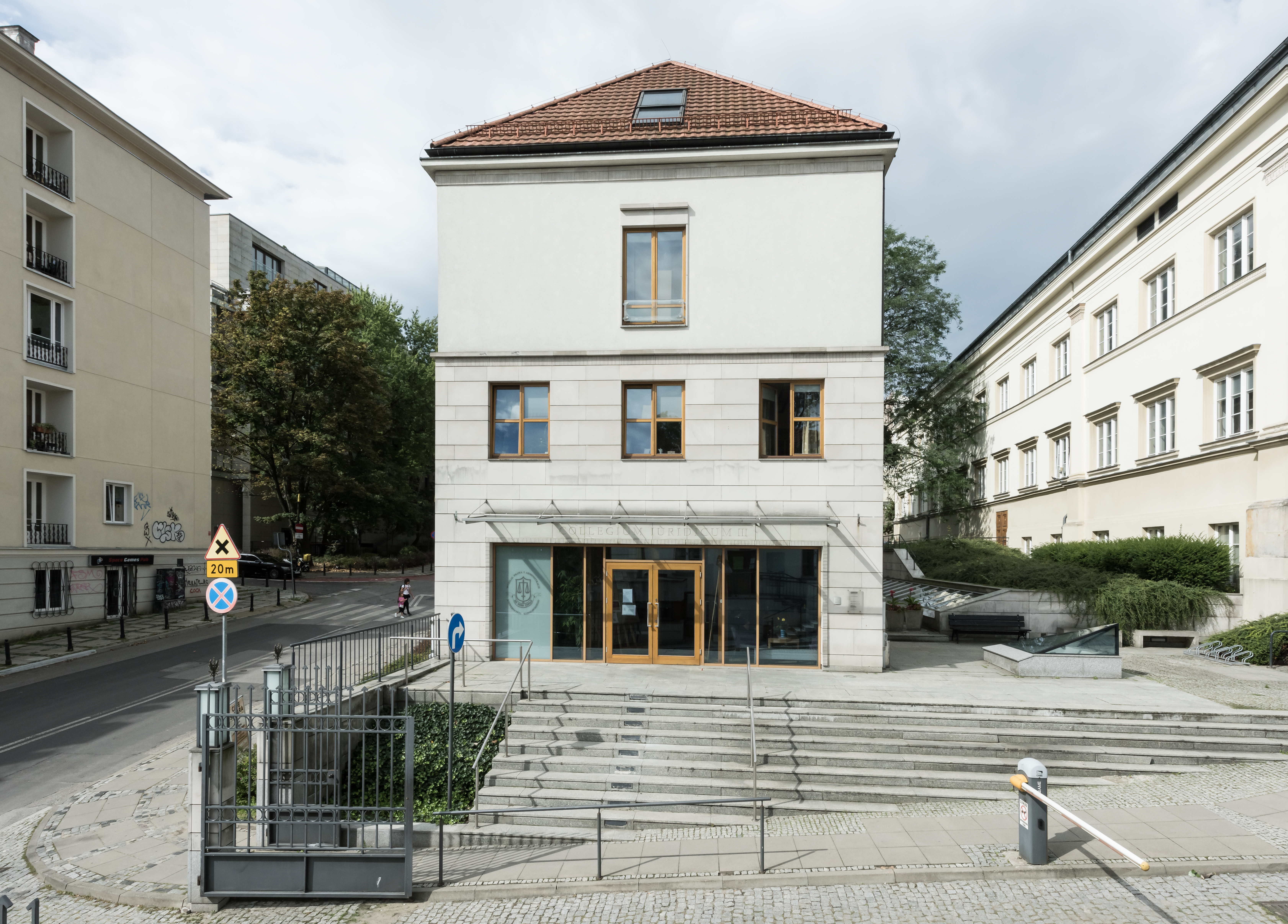
Collegium Iuridicum III – jeden z najmłodszych budynków kampusu

Tablica upamiętniająca pacyfikację protestów studenckich w 1968

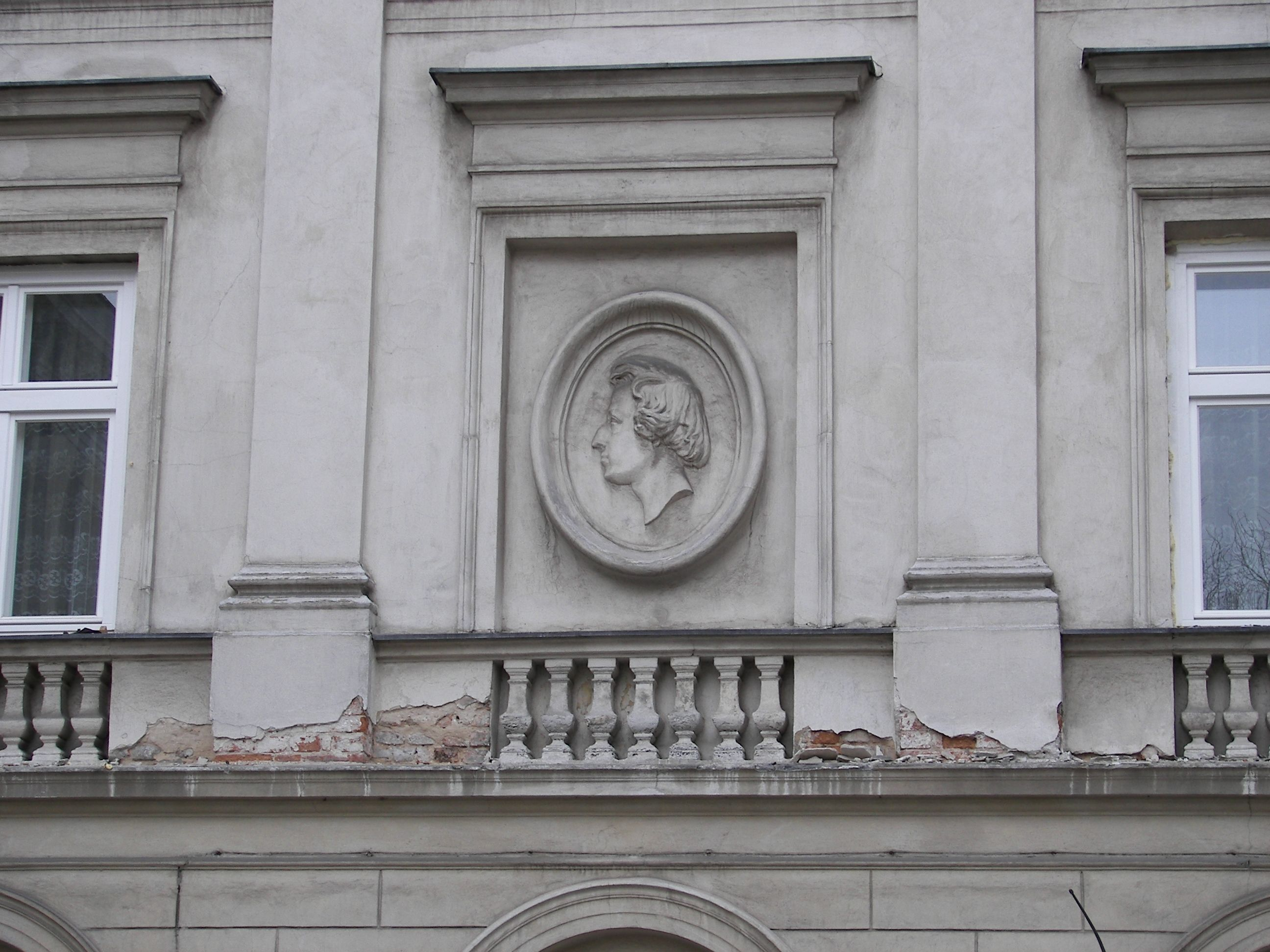
Medalion upamiętniający Fryderyka Chopina, mieszkańca Budynku Porektorskiego

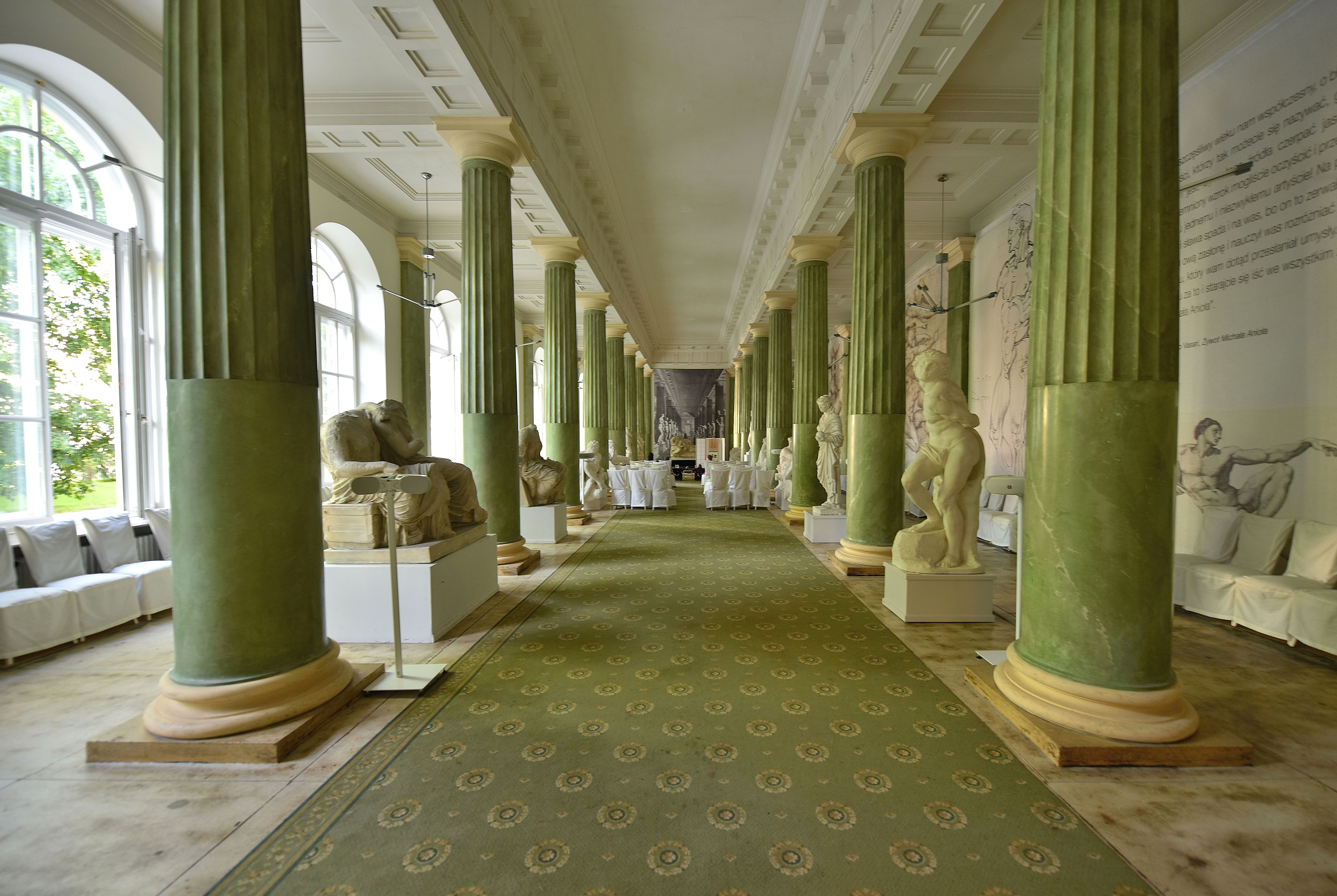
Sala Kolumnowa Budynku Pomuzealnego

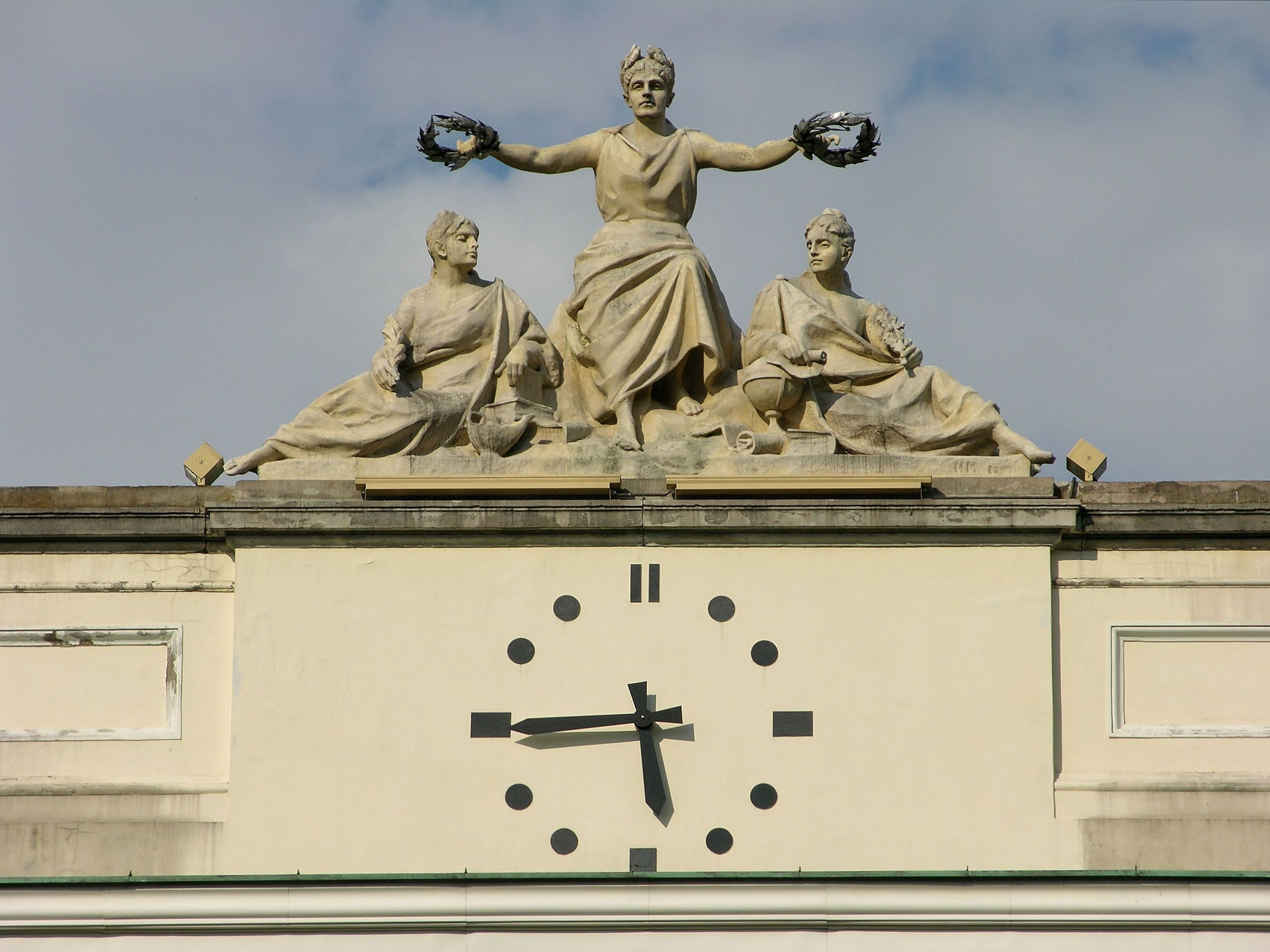
Figury Apollina, Uranii i Kaliope na starym BUW-ie

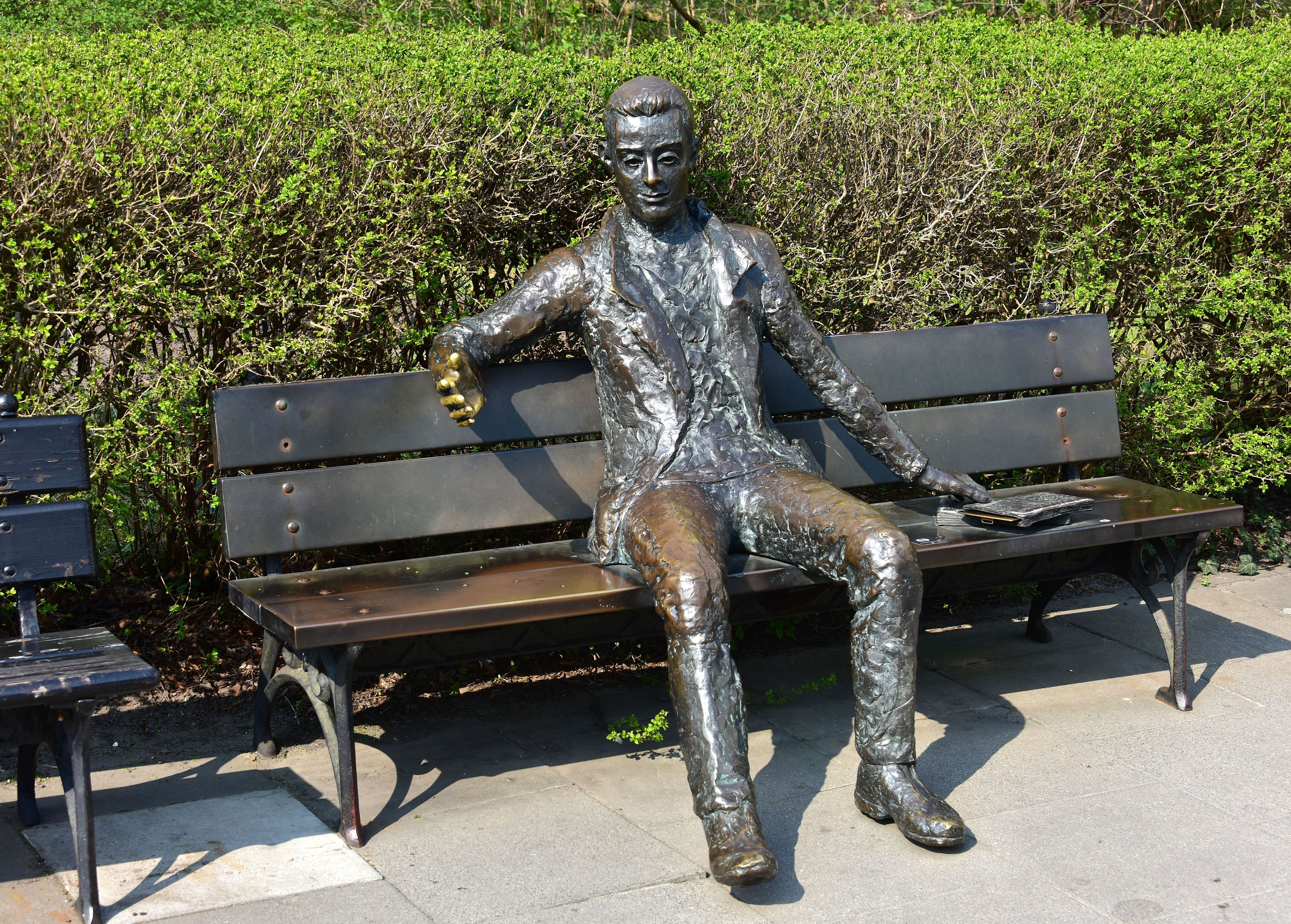
Pomnik Studenta

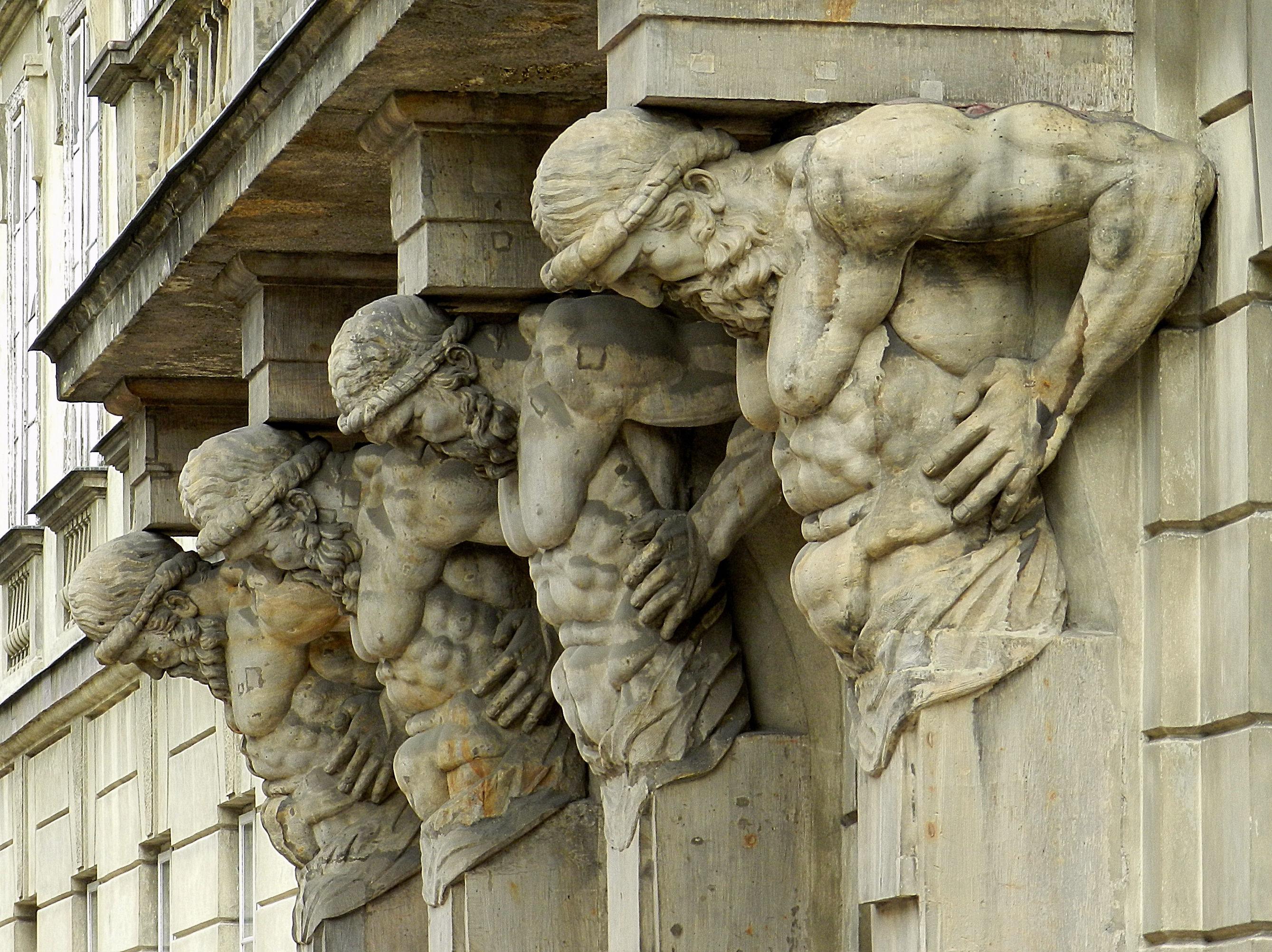
Atlanty pałacu Tyszkiewiczów-Potockich

Kampus Główny (Teren Centralny) – część Uniwersytetu Warszawskiego obejmująca jego najstarsze zabudowania i siedzibę władz znajdująca się przy Krakowskim Przedmieściu w Warszawie, w większości pod numerem 26/28. Część kampusu Zgrupowanie Centrum-Powiśle.

## Rozwój kampusu
Zabudowa późniejszego głównego kampusu Uniwersytetu Warszawskiego rozpoczęła się, gdy Krakowskie Przedmieście było rzeczywistym przedmieściem Starej Warszawy. W latach 1765–1766 dotychczasową rezydencję królewską Villa Regia (Pałac Kazimierzowski) położoną na szczycie skarpy warszawskiej zaadaptowano na potrzeby nowo powstałej Szkoły Rycerskiej (Korpusu Kadetów). Od Pałacu Kazimierzowskiego młodsze były dwie inne rezydencje przejęte w XX w. przez Uniwersytet Warszawski – pałac Tyszkiewiczów-Potockich i pałac należący m.in. do Kazimierza Poniatowskiego, na którego miejscu później postawiono pałac Uruskich. W tym czasie istniał też Szpital św. Rocha, który w latach 1811–1818 pełnił rolę szpitala klinicznego ówczesnej szkoły lekarskiej. Budynki te oddzielały teren Szkoły Rycerskiej i jej koszarów od Krakowskiego Przedmieścia, zostawiając stosunkowo wąską drogę i izolując nowo powstający kampus od rozwijającego się miasta. Od 1808 roku Pałac Kazimierzowski był wykorzystywany przez Szkołę Prawa. Działania wojenne przerywały funkcję edukacyjną – pałac był m.in. siedzibą pruskich urzędów i tymczasowym szpitalem dla armii powracającej z wyprawy na Moskwę. Po ustabilizowaniu się Królestwa Polskiego, stał się siedzibą Liceum Warszawskiego i właściwego uniwersytetu. Jednocześnie park pałacowy, położony poniżej skarpy, zaadaptowano na potrzeby Szkoły Lekarskiej, a potem uniwersytetu. Park ten był bazą dla ziołolecznictwa związanego z wydziałem lekarskim. Początkowo pełnił też funkcję ogrodu botanicznego, jednak ten już 1818 ulokowano w nowym miejscu, w parku Łazienkowskim. Wkrótce w nowym ogrodzie wybudowano budynek Obserwatorium Astronomicznego. Były to pierwsze obiekty uniwersytetu położone poza kampusem. W latach 1820–1830 przebudowano pałac, w którym w XIX w. znajdowała się uniwersytecka biblioteka. W latach 1815–1816 do pałacu dobudowano dwa neoklasycystyczne gmachy pełniące rolę oficyn pałacu, między którymi znajdował się dziedziniec. Budynek będący prawym (południowym) skrzydłem pałacu miał funkcję mieszkalną dla rektorów uniwersytetu i nauczycieli Liceum Warszawskiego (oraz ich rodzin, w tym Fryderyka Chopina), w związku z czym utrwaliła się jego nazwa Gmach (lub Budynek) Porektorski. Lewe (północne) skrzydło było zajęte przez Komisji Rządowej Wyznań Religijnych i Oświecenia Publicznego. Później nazywane było Gmachem (lub Budynkiem) Poseminaryjnym. W latach 1817–1818 wybudowano kolejne oficyny pałacu, będące pawilonami przedłużającymi jego bryłę. W południowym pawilonie mieścił się gabinet mineralogiczny, stąd nazwa Pawilon Mineralogiczny, i audytoria. Północny pawilon mieścił laboratorium chemiczne oraz klasy licealne. Później urządzono w nim mieszkania kuratorów okręgu szkolnego, a budynek zaczęto nazywać Pokuratorskim. W latach 1818–1820 między Krakowskim Przedmieściem a Pawilonem Mineralogicznym wybudowano Pawilon Sztuk Pięknych. Wbrew planom umieszczono w nim gabinet zoologiczny. Później określany był jako Gmach (lub Budynek) Pomuzealny. Niedługo po nim wybudowano bliźniaczy budynek – Gmach Audytoryjny (Fizyczny). Mniej więcej między tymi budynkami wybudowano wówczas bramę wjazdową na teren kampusu, podczas gdy poprzednia monumentalna brama oddzielająca rezydencję królewską od Krakowskiego Przedmieście istniała do 1819 roku. W podobnym czasie rozbudowano pałac Tyszkiewiczów-Potockich, m.in. o oficynę zwaną „Pod Wizytkami” ze względu na bliskość kościoła wizytek.
Po upadku powstania listopadowego zlikwidowano Uniwersytet Warszawski i Liceum Warszawskie. Kontynuacją tego ostatniego było Gimnazjum Realne w Warszawie. Z gimnazjum związana była Szkoła Sztuk Pięknych, zajmująca w latach 1846–1865 Gmach Audytoryjny. W 1841 gimnazjum umieszczono w nowej siedzibie wybudowanej na południe od Gmachu Porektorskiego. W 1862 budynek ten stał się siedzibą Szkoły Głównej Warszawskiej, przez co nazywany jest Szkołą Główną. W tym czasie przebudowano budynki przy Pałacu Kazimierzowskim i wyremontowano sam pałac. W latach 40. XIX w. przebudowano sąsiadujący z ówczesnym kompleksem pouniwersyteckim pałac Uruskich, który wówczas był prywatną rezydencją niezwiązaną z edukacją. W podobnym czasie od ulicy Oboźnej kampus został oddzielony kamienicą Tekli Rapackiej. W latach 1891–1894 na dziedzińcu między gmachami Porektorskim i Poseminaryjnym wybudowano budynek biblioteki Cesarskiego Uniwersytetu Warszawskiego (BUW), do którego przeniesiono księgozbiór z Pałacu Kazimierzowskiego. W 1910 roku wybudowano nową bramę ozdobioną edykułami z posągami Ateny i Uranii.
W dwudziestoleciu międzywojennym zaczęły powstawać kolejne budynki uniwersyteckie położone poza kampusem (Hoża 69, początki kampusu Ochota), a ponadto uczelnia wynajmowała pomieszczenia w pobliżu kampusu, np. w Pałacu Staszica. Jednak na jego terenie w latach 30. XX wieku symetrycznie wobec BUW-u, czyli jako odbicie Szkoły Głównej, wybudowano Auditorium Maximum. Przebudowano również zniszczony w pożarze Gmach Pomuzealny. Tymczasem w 1923 pałac Tyszkiewiczów Potockich został kupiony przez Bank Gospodarstwa Krajowego. Później w pałacu siedzibę miała Polska Akademia Literatury, a z jego pomieszczeń korzystała Biblioteka Narodowa.
W czasie II wojny światowej budynki kampusu przeznaczono na koszary dla niemieckiej żandarmerii. Na skutek bombardowań w 1939 roku oraz prób odbicia terenu przez Zgrupowanie Krybar w czasie powstania warszawskiego, zniszczeniu uległo 90% kampusu, choć w różnym stopniu. Gmach Poseminaryjny czy Szkoła Główna przetrwały praktycznie bez zniszczeń. Auditorium Maximum zostało zamienione na stajnię i magazyn broni. Jego remont w latach 1951–1955 miał charakter przebudowy. Pałac Kazimierzowski spłonął, a jego odbudowa trwała do 1954 roku. Znacząco przebudowano jego wnętrze, tworząc Salę Złotą i Salę Senatu. Gmach Porektorski spłonął w 1939 roku i został odbudowany w 1949. Pawilony Pokuratorski i Mineralogiczny uległy zniszczeniom w takim stopniu, że na ich miejscu wybudowano nowe budynki. Na południe od Pałacu Kazimierzowskiego w 1952 powstały Gmach Polonistyki i budynek stołówki oraz klubu profesorskiego, a w 1953 roku na północ od pałacu – Gmach Pedagogiki, później nazywany Centrum Informatycznym UW. Po wojnie uniwersytetowi przekazano zburzony w 1944 roku Szpital św. Rocha, który po odbudowie przekształcono po części w przychodnię uczelnianą, a po części w uczelniany biurowiec i księgarnię. Teren poszpitalny nazywany jest Małym Dziedzińcem. W 1946 uniwersytet przejął pałac Czetwertyńskich, którego remont trwał w latach 1948–1951. W latach 1948–1956 odbudowano również przekazany uczelni pałac Tyszkiewiczów-Potockich. Obszar pałaców połączony z terenem uniwersyteckim zaczęto określać jako górny dziedziniec. Na przełomie lat 60/70 XX w. zamknięto go od wschodu, budując na miejscu dawnej wozowni pałacu Potockich Budynek Poligrafii. W 1950 w wyniku reformy systemu edukacji Gmach Audytoryjny został przejęty przez wydzieloną z uniwersytetu Akademię Medyczną. Po wojnie oprócz budynków, które bezpośrednio stykały się z dotychczasowym kampusem i zostały do niego włączone, w tym Domu Kupców przy ul. Oboźnej 8, czyli dawnego domu Rapackiej, uniwersytetowi przekazano również budynki leżące w pobliżu, ale nieco dalej, np. pałac Zamoyskich. W latach 70. obszar kampusu po raz pierwszy, nie licząc parku Kazimierzowskiego, rozszerzył się w kierunku Powiśla, gdy przy ulicy Browarnej wybudowano budynek Wyższego Studium Języków Obcych. Pełny rozwój w tym kierunku stał się możliwy, gdy uniwersytetowi przyznano kolejny teren na Powiślu w latach 90. W 1995 senat UW podjął uchwałę, według której jednostki uniwersyteckie rozrzucone poza jednym z trzech zgrupowań (Centrum, Ochota, Służewiec) powinno się stopniowo przenieść w ich obręb. Zgrupowanie Centrum miało zaś skupiać głównie jednostki humanistyczne. W kolejnych planach teren centralny UW i jego rozszerzenie, głównie na Powiślu, miały stać się dzielnicą uniwersytecką. Ostatecznie plany te zredukowano. Zabudowę uniwersytecką obejmującą kampus główny i budynki leżące w jego okolicy, na tyle blisko, że nie są uważane za element diaspory, określa się jako Zgrupowanie Centrum-Powiśle, przy czym budynkami na Powiślu administruje Biuro ds. Nieruchomości „Powiśle”, a terenem centralnym i budynkami diaspory Biuro Gospodarcze UW.
Niektóre większe remonty budynków kampusu centralnego miały miejsce po przeprowadzce dotychczasowych użytkowników do innych siedzib. W latach 2003–2005 wyremontowano stary budynek biblioteki, po tym, jak przeniosła się ona do nowego budynku na Powiślu. Szkoła Główna została odremontowana po przejęciu jej przez Instytut Archeologii od Wydziału Biologii. W 2014 Gmach Audytoryjny ponownie stał się własnością Uniwersytetu Warszawskiego. Po jego remoncie od 2017 jest wykorzystywany przez Wydział Nauk Politycznych i Studiów Międzynarodowych. W XXI w. wybudowano jeszcze dwa budynki na terenie centralnym UW. W latach 2004–2005 powstał budynek Collegium Iuridicum III. W 2011 przy Budynku Pomuzealnym, na miejscu dawnego magazynu, wybudowano budynek Wydziału Historycznego. W 2009 wybudowano też nową bramę od ulicy Oboźnej. W 2018 zamknięto budynek poligraficzny na Górnym Dziedzińcu. W jego miejscu w 2024 otwarto nowy piętrowy budynek pełniący funkcje administracyjne i socjalne, mieszczący m.in. Welcome Point dla cudzoziemców.
W XXI w. najstarszym budynkiem głównego kampusu UW jest Pałac Kazimierzowski – siedziba rektora i miejsce obrad senatu. Z kolei w Auditorium Maximum znajduje się aula na 1200 osób – największa na uniwersytecie.

## Ochrona konserwatorska
Poszczególne budynki kampusu głównego były sukcesywnie wpisywane do rejestru zabytków, a w 1984 wpisano do niego również cały ich układ pod nazwą „zespół Uniwersytetu Warszawskiego”. Teren ten leży również w strefie buforowej historycznego centrum Warszawy (Lista światowego dziedzictwa UNESCO) oraz wchodzi w skład pomnika historii Historyczny zespół miasta Warszawy.
| Obiekt                                                                                    | Ilustracja | Numer w rejestrze zabytków              | Numer w gminnej ewidencji zabytków |
| ----------------------------------------------------------------------------------------- | ---------- | --------------------------------------- | ---------------------------------- |
| Szpital św. Rocha                                                                         |            | 242 (1965-07-01), 1244-A (1984-07-24)   | SRO09571 (2012-07-24)              |
| Gmach Audytoryjny                                                                         |            | 243/2 (1965-07-01), 1244-A (1984-07-27) | SRO09573 (2012-07-24)              |
| Szkoła Główna                                                                             |            | 243/2 (1965-07-01), 1244-A (1984-07-27) | SRO09574 (2012-07-24)              |
| Pałac Kazimierzowski                                                                      |            | 243/1 (1965-07-01), 1244-A (1984-07-27) | SRO09575 (2012-07-24)              |
| Gmach Poseminaryjny                                                                       |            | 243/2 (1965-07-01), 1244-A (1984-07-27) | SRO09576 (2012-07-24)              |
| Gmach Porektorski                                                                         |            | 243/2 (1965-07-01), 1244-A (1984-07-27) | SRO09577 (2012-07-24)              |
| Gmach Pomuzealny                                                                          |            | 243/2 (1965-07-01), 1244-A (1984-07-27) | SRO09578 (2012-07-24)              |
| Gmach Pedagogiki                                                                          |            | 243/2 (1965-07-01), 1244-A (1984-07-27) | SRO09579 (2012-07-24)              |
| Biblioteka Uniwersytecka                                                                  |            | 995 (1980-11-10), 1244-A (1984-07-27)   | SRO09580 (2012-07-24)              |
| Auditorium Maximum                                                                        |            | 1244-A (1984-07-27)                     | SRO09581 (2012-07-24)              |
| Zespół architektoniczno-przestrzenny (wraz z układem dróg, zielenią i fragmentem skarpy)  |            | 1244-A (1984-07-27)                     | SRO09582 (2012-07-24)              |
| Gmach Polonistyki                                                                         |            | 1244-A (1984-07-27)                     | SRO09583 (2012-07-24)              |
| Pałac Uruskich-Czetwertyńskich                                                            |            | 244 (1965-07-01), 1244-A (1984-07-27)   | SRO09587 (2012-07-24)              |
| Pałac Tyszkiewiczów-Potockich                                                             |            | 245 (1965-07-01), 1244-A (1984-07-27)   | SRO09588 (2012-07-24)              |
| obudowa źródła (położona poniżej skarpy)                                                  |            | 371/2 (1965-07-01)                      | SRO09970 (2012-07-24)              |
| Dom Kupców (Kamienica Tekli Rapackiej)                                                    |            | 371/1 (1965-07-01), 1244-A (1984-07-27) | SRO09973 (2012-07-24)              |
| Oficyna „Pod Wizytkami” (Oficyna Potockich)                                               |            | 1244-A (1984-07-27)                     | SRO10957 (2012-07-24)              |
| Belwederek                                                                                |            | 1244-A (1984-07-27)                     | SRO10958 (2012-07-24)              |
| brama uniwersytecka                                                                       |            | 1244-A (1984-07-27)                     | SRO11554 (2014-06-09)              |
| stołówka uniwersytecka                                                                    |            | 1244-A (1984-07-27)                     | SRO11556 (2014-06-09)              |
| mur oporowy za Pałacem Kazimierzowskim (wraz z resztkami założenia ogrodowego na skarpie) |            | 1244-A (1984-07-27)                     | SRO11557 (2014-06-09)              |
| ogrodzenie pałacu Uruskich-Czetwertyńskich                                                |            | 1244-A (1984-07-27)                     | SRO34119 (2016-02-23)              |
| ogrodzenie pałacu Tyszkiewiczów-Potockich                                                 |            | 1244-A (1984-07-27)                     | SRO34120 (2016-02-23)              |
| Park Kazimierzowski (położony poniżej skarpy)                                             |            | 1244-A (1984-07-27)                     | SRO34122 (2016-02-23)              |
| oficyna Pałacu Uruskich-Czetwertyńskich (Szkoła Języków Obcych)                           |            | 1244-A (1984-07-27)                     | SRO35445 (2019-10-18)              |

## Inne obiekty
Na początku XXI w. na dziedzińcu kampusu znajdowało się kilka skwerów i kawiarni, a także stołówka studencka i klub profesorski. Na skarpie za Pałacem Kazimierzowskim znajduje się armata upamiętniająca udział studentów UW w walkach i niepodległość Polski (1918–1920). Przed budynkiem BUW od 2003 znajduje się pomnik Studenta. Między Szkołą Główną a Gmachem Porektorskim znajduje się posąg Uranii – replika posągu z bramy głównej. Do 2013 roku był to posąg gipsowy, a od 2014 – ze sztucznego kamienia. W tym czasie na teren centralny możliwy był wjazd dwoma bramami: główną od Krakowskiego Przedmieścia i drugą od ulicy Oboźnej. Ponadto funkcjonuje piesza bramka od placu przed kościołem wizytek.